# Rörelsefenomen hos växter

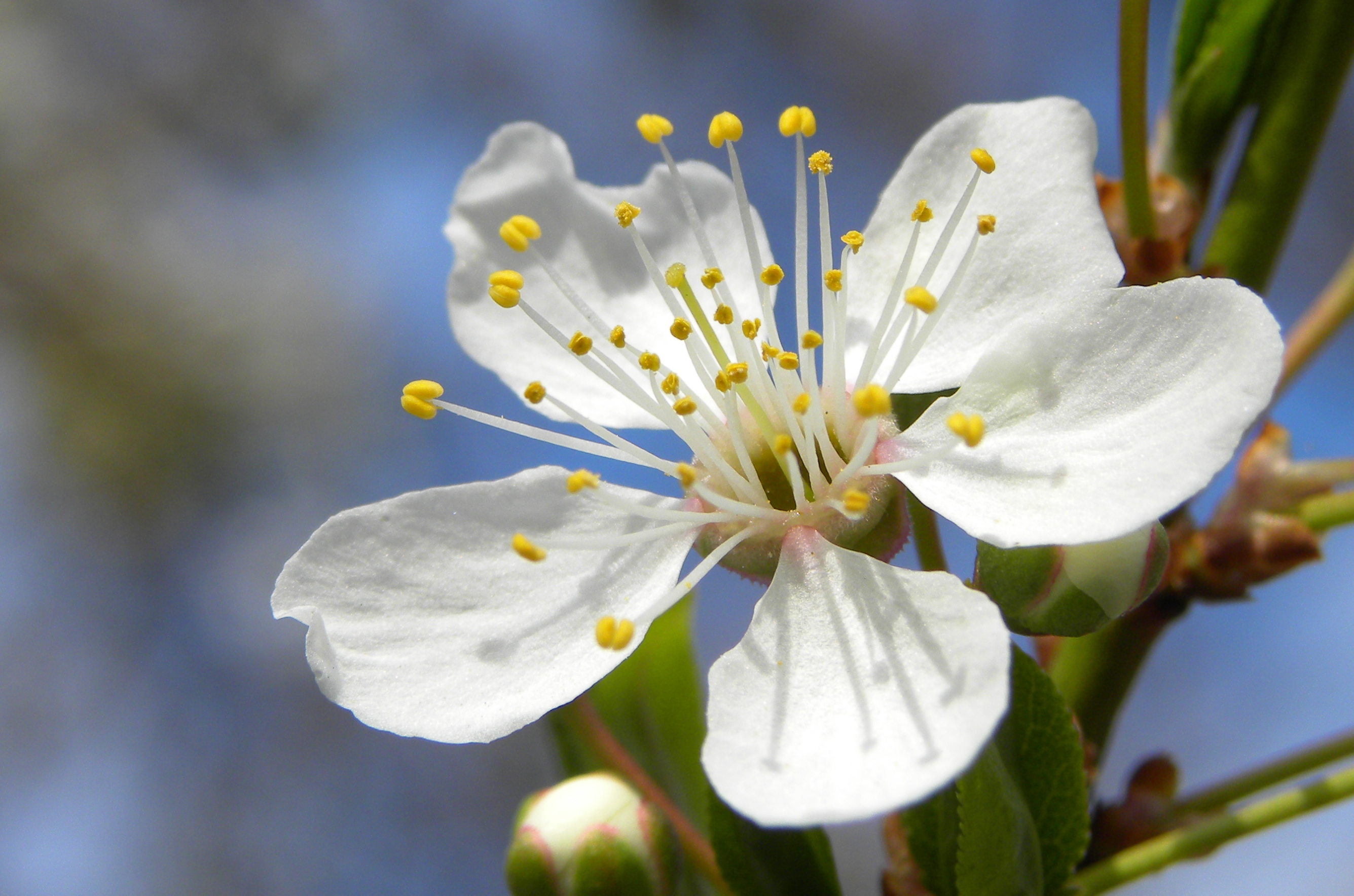
Blomman är en del av växten.

Denna artikel behandlar rörelsefenomen hos växter, i bemärkelsen växternas förmåga att utföra rörelser som medför en lägesförändring av någon del av växtkroppen, som stjälkar, blad, blommor, rötter, ståndare och fruktblad, samt och öppnings- och spridningsrörelser hos sporhus och frukter.
Växters rörelser är en del i ämnet växtfysiologi.

## Vad är rörelser hos växter
Alla livsföreteelser hos växter kan egentligen, eftersom växter är levande organismer, sägas vara förknippade med rörelse i en eller annan form. Exempelvis kräver växtens ämnesomsättning transport av näringsämnen från en växtdel till en annan. Till exempel upptas vatten genom rötterna och leds upp genom stammen och i bladen bildas kolhydrater som upplagras i andra organ, som rotknölar och stamknölar. Sådana diffusionsrörelser är dock inte direkt iakttagbara och behandlas inte närmare i denna artikel. Växandets fenomen i allmänhet, i meningen tillväxt genom nybildning av celler och vävnader, skulle också kunna uppfattas som en rörelse, men är irreversibelt och behandlas inte heller närmare i denna artikel. Inom botanik avses med "växtrörelser" sådana iakttagbara, om än ofta långsamma, rörelser som levande växter utför som medför en lägesförändring av någon del av växtkroppen. Det är i denna mening "växtrörelser" används i denna artikel.

## Växtrörelser
Växter är i de flesta fall fastsittande organismer men strävar liksom alla levande organismer efter att erhålla gynnsammast möjliga livsbetingelser. Även om de inte är fritt rörliga utan bundna till växtplatsen har växter förmågan att orientera sig i livsrummet för att kunna nyttja de tillgängliga resurserna på gynnsammast möjliga sätt. Växter behöver exempelvis ljus för fotosyntes. Tillgången på ljus kan på en viss växtplats vara begränsad och det kan råda konkurrens om resursen. Som en följd av detta har växter utvecklat förmågan att växa i riktning mot ljuset för att få tillgång till så mycket ljus som möjligt. Även om växter i de flesta fall är fastsittande organismer är de alltså inte passiva utan orienterar sig aktivt i livsrummet. Denna förmåga är mycket viktig för växternas överlevnad.
Man skiljer på vitala rörelser, det vill säga rörelser som fordrar medverkan av levande celler, som böjning eller vridning av fastsittande växter eller växtorgan, och mekaniska rörelser, som exempelvis innefattar hygroskopiska rörelser, en typ av rörelser som beror på variationer i fuktighetshalt.
Beträffande orsaken till rörelserna skiljer man när det gäller vitala rörelser på autonoma rörelser som beror på inre förhållanden (som nutationer) och inducerade eller paratoniska rörelser, som framkallas av yttre förhållanden och utlöses genom specifika retningar (retningsrörelser). Om retningsrörelsernas riktning bestäms av retningens riktning kallas de för tropistiska rörelser (tropismer). Om retningsrörelsernas riktning däremot är oberoende av retningens riktning och endast beror på växtorganets byggnad kallas de för nastiska rörelser (nastier). Retningsrörelser vars riktning bestäms av retningens riktning förstås genom taxis, som innebär rörelse mot eller från ett visst slags stimulus (retning).
Med hänsyn till mekanismen för växtrörelsers utförande skiljer man när det gäller vitala rörelser på turgorrörelser, som beror på förändringar i turgortrycket, eller saftspänningen, i växtorgan, och tillväxtrörelser, som beror på olika tillväxthastighet hos olika sidor av ett växtorgan.

### Tropismer

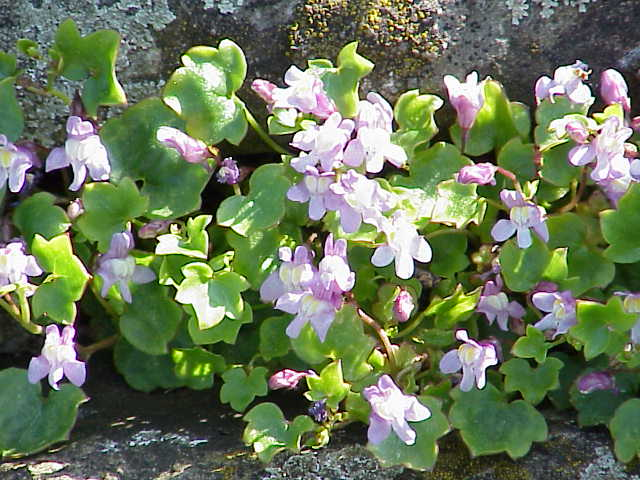
Murreva (Cymbalaria muralis) är en växt vars blomstjälk under blomningen är positivt fototropisk, så att blomman vänds mot ljuset, men som efter befruktningen blir negativt fototropisk, så att frökapseln vänds bort från ljuset. Detta gör att fröna har större chans att hamna i murskrevor där de kan gro.

Tropismer är växtrörelser som utlöses som svar på stimuli i form av till exempel ljus, temperatur eller beröring, och vars riktning bestäms av retningens riktning.
Tropismer är vanligen tillväxtrörelser som åstadkoms genom olika tillväxthastighet hos motsatta sidor av ett växtorgan, i form av riktningsrörelser eller orienteringsrörelser. Tropismer benämns efter retningens art, däribland fototropism (ljus), gravitropism (tyngdkraft), termotropism (temperatur), hydrotropism (vatten), thigmotropism, haptotropism (för beröring, kontakt) och kemotropism (kemisk retning). Växtorganens reaktion på en retning kan vara positiv eller negativ och man skiljer därför på ortotropa organ som rör sig i riktning mot retningen (positiv reaktion) och plagiotropa organ som rör sig bort från retningen (negativ reaktion). Ett specialfall av plagiotropism är diatropism, då organet ställer sig vinkelrätt mot retningen.

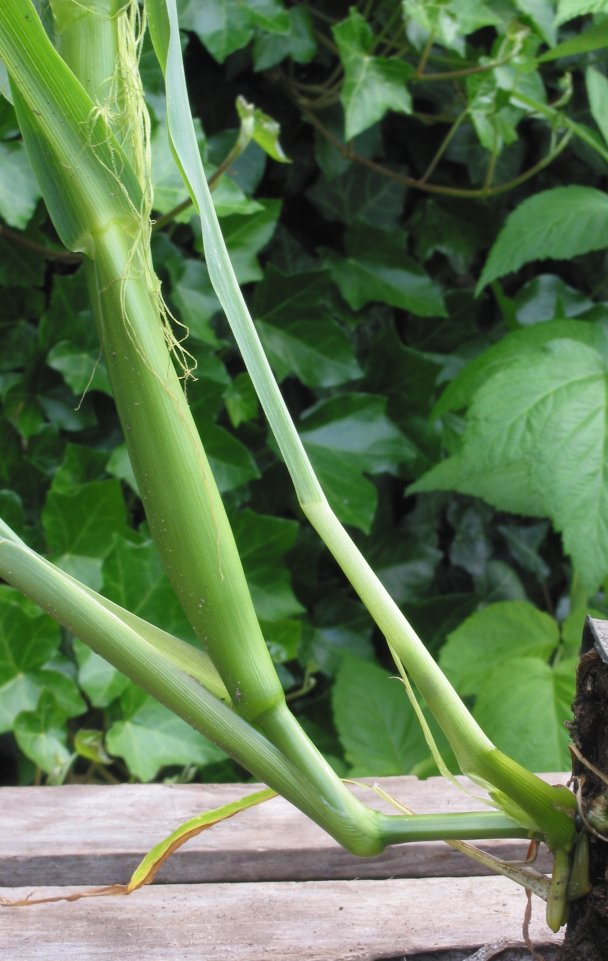
En horisontellt lagd groddplanta av majs rättar sig efter gravitationen och ljuset, genom att stängeln kröks lodrätt uppåt.

Fototropism och gravitropism (äldre benämning geotropism) förekommer hos nästan alla växter och är mycket viktiga för växternas förmåga att orientera sig. Oberoende av fröets orientering i marken kommer huvudroten att söka sig rakt nedåt i marken som ett svar på gravitationen och skottet att växa uppåt, delvis som svar på gravitationen, men också som svar på ljuset. Huvudroten är positivt gravitropisk, medan skottet är negativt gravitropiskt och positivt fototropiskt. Sidorötter och sidoskott brukar reagera plagiogeotropiskt, medan bladen ofta är diageotropiska och diafototropiska.

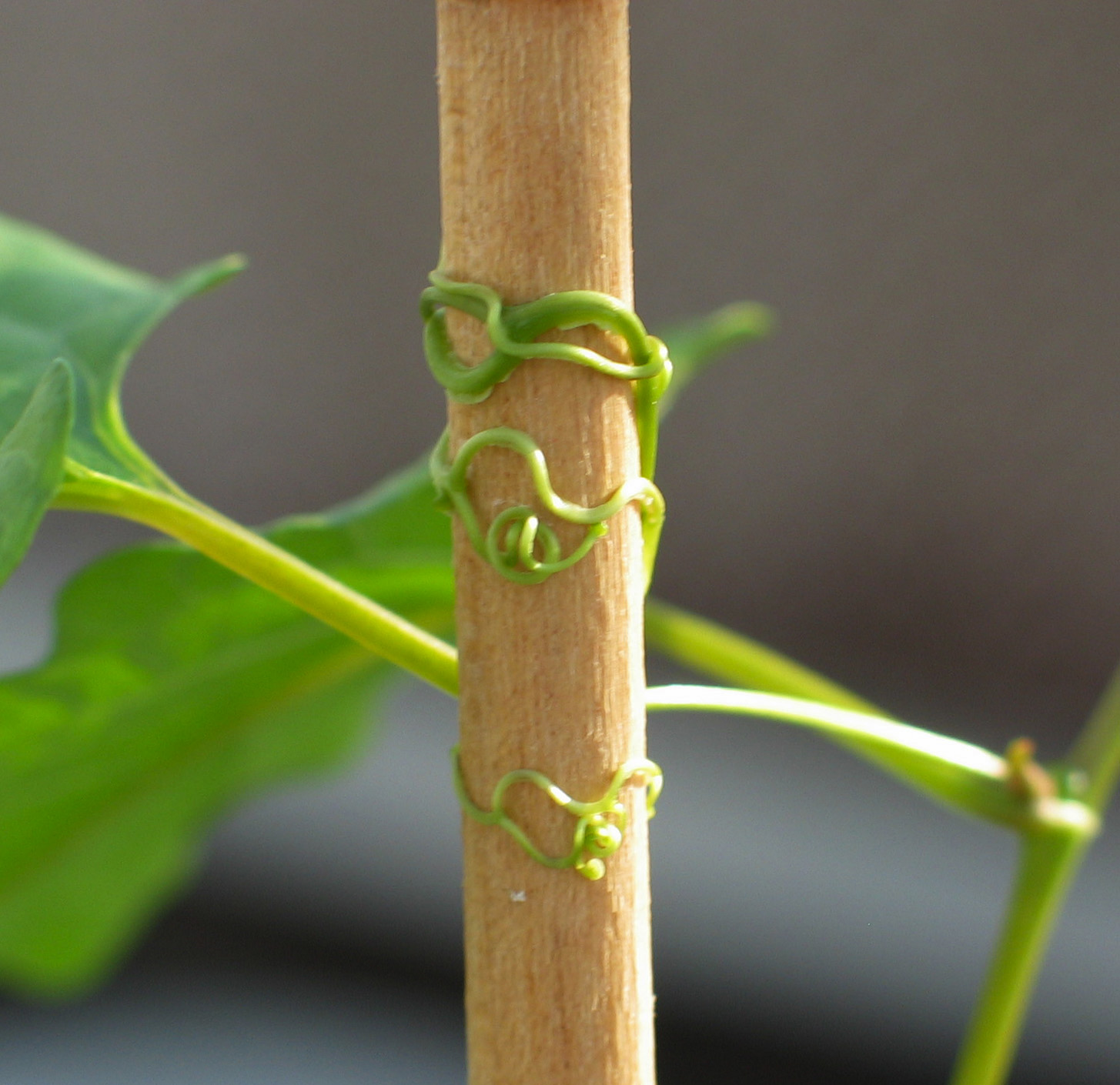
Thigmotropism hos klängväxt.

Alla riktningsrörelser hos växter som framkallas av oliksidig tillväxt i växtorganen regleras av växthormoner, och tillväxtstimulerande auxin har en viktig betydelse. Både i frågan om fototropism och gravitropism har auxin en roll som reglerar tillväxten.
Autotropism är en av växten själv framkallad strävan att motverka en genom yttre retning framkallad tropism.
Vid tropistiska rörelser kan man när det gäller det retningsförloppet skilja på mottagandet av retningen (perception), retningens fortledning och de förändringar i protoplasman den närmast åstadkommer, samt reaktionen, det vill säga det synliga resultatet av retningen. Mellan perception och reaktion förlöper alltid en viss tid (reaktionstiden) och därtill måste retningen inverka under en minimitid (presentationstiden) för att överhuvudtaget reaktion skall ske. För perceptionen gäller inom vissa gränser den så kallade retmängdlagen, som innebär, att presentationstiden och retningens intensitet är omvänt proportionella.

### Nastier
| Hos sensitiva (Mimosa pudica) uppvisas tydliga seismonastiska rörelser. Ovan till vänster visas blad före beröring. Till höger visas reaktionen på beröring, alla småbladen fälls ihop. |  | Hos sensitiva (Mimosa pudica) uppvisas tydliga seismonastiska rörelser. Ovan till vänster visas blad före beröring. Till höger visas reaktionen på beröring, alla småbladen fälls ihop. |
| Hos sensitiva (Mimosa pudica) uppvisas tydliga seismonastiska rörelser. Ovan till vänster visas blad före beröring. Till höger visas reaktionen på beröring, alla småbladen fälls ihop. |  | |

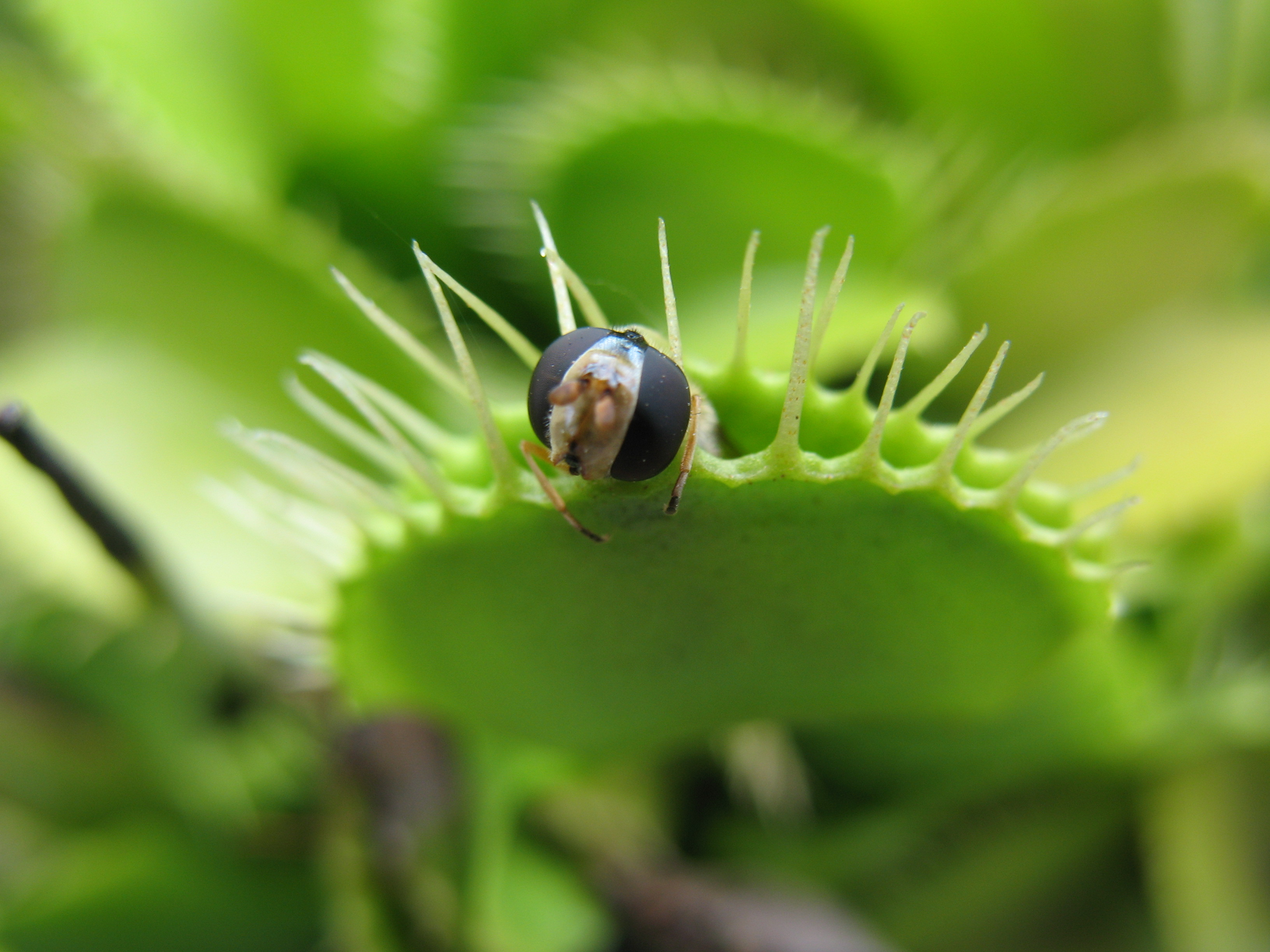
Venus flugfälla (Dionaea muscipula) med byte. Växtens blad fungerar som en fälla, ett bra exempel på hur hastigt nastiska rörelser kan utföras av en växt.

Nastier (nasti) är växtrörelser som utlöses som svar på stimuli i form av till exempel ljus, temperatur eller beröring, och vars riktning är oberoende av retningens riktning och bestäms av själva den stimulerade växtvävnadens konstruktion. Nastier förekommer både i form av tillväxt- och turgorrörelser.
Nastier benämns liksom tropismer efter retningens art, som fotonasti (ljus), termonasti (temperatur), seismonasti, thigmonasti, haptonasti (för beröring, kontakt) och kemonasti (kemisk retning). Benämningen epinasti respektive hyponasti används för att beskriva en rörelse som härrör från en starkare tillväxt på översidan respektive undersidan av ett växtorgan.
Av nastier är de seismonastiska rörelserna hos mimosor ett sedan gammalt känt exempel. Om man skakar plantan eller sårar ett av småbladen, fälls de dubbelt sammansatta bladen hastigt ihop och bladskaften sänker sig. På bladen finns fina känselhår som är mycket känsliga för beröring och såväl vid bladskaftens som vid de enskilda småbladens bas finns särskilda organ, leddynor, med vars hjälp rörelserna utförs. Mekanismen verkar genom att den mekaniska retningen av känselhåren utlöser en signal som medför en hastig förändring i saftspänning (turgortryck) i leddynorna.
Växtrörelser som beror på förändringar i turgortryck kan vara mycket snabba, jämför med tillväxtrörelser. Utöver det nämnda exemplet med bladrörelserna hos mimosor är ett bra exempel Venus flugfälla, en köttätande växt, vars blad bildar en slagfälla som slår ihop snabbt nog för att kunna fånga små insekter.
Hos en del växter, däribland hos många baljväxter och oxalisar, förekommer periodiska rörelser hos blad och blomblad i samband med växlingen mellan dag och natt, så kallad nyktinasti. Detta innebär att växtorganen under dygnet skiftar mellan en dagställning och en nattställning. Exempelvis att blad fäller ihop sig eller att blommor slutar sig över natten. Carl von Linné kallade detta fenomen för "växtsömn" och därför har dessa växtrörelser även kallats för "sömnrörelser".

### Hygroskopiska rörelser
Hygroskopiska rörelser är en typ av rörelser som beror på variationer i fuktighetshalt. Dessa rörelser är inga retningsrörelser, eftersom de sker mekaniskt beroende på cellväggarnas eller membranskiktens olika utvidgning och skrumpnande vid variationer i luftens fuktighetshalt.
Ett exempel på hygroskopiska rörelser är öppningsrörelserna hos en del växters frukter. Genom torka skapas spänningar i fruktväggen och när spänningen plötsligt utlöses slungas fröna iväg. Fruktsprötet hos skatnäva rätar ut sig i fuktig luft och vid torka vrider sig korkskruvslikt och borrar på så sätt ned fröet i marken och även detta är en hygroskopisk rörelse. Ytterligare ett exempel är att många ökenväxter har frukter som öppnas vid fuktig väderlek, se hygrochasi. Jerikorosor är en grupp växter som uppvisar kraftiga hygroskopiska rörelser. De kan överleva utan vatten mycket länge genom att rullar ihop sig till torra bollar. I detta torra tillstånd kan de se döda ut, men det är de inte utan de vecklar ut sig och grönskar åter när de får vatten igen.